# Verso (revue)
 (janvier 2012).
Améliorez-le ou discutez des points à vérifier. 
 (janvier 2012).
Si vous disposez d'ouvrages ou d'articles de référence ou si vous connaissez des sites web de qualité traitant du thème abordé ici, merci de compléter l'article en donnant les références utiles à sa vérifiabilité et en les liant à la section « Notes et références ».
Pour les articles homonymes, voir Verso.
Verso est une revue littéraire francophone fondée en 1977 par Claude Seyve et Alain Wexler, à Lucenay, Rhône. Elle présente une longévité inhabituelle[réf. souhaitée] pour une revue de poésie.

## Présentation
Sans être affiliée à une « École poétique », elle publie des auteurs contemporains très divers (Stéphane Bernard, Michèle Bourgeais, Carole Dailly, Éric Jouanneau, Madeleine Melquiond, Isabelle Rolin, Antoine Carrot, Rebecca Ededliw) ainsi que des chroniques sur la vie poétique française. Christian Degoutte y tient une Revue des revues très complète.